# Пентіл (син Періклемена)
Пентіл (дав.-гр. Πένθιλος) — персонаж давньогрецької міфології, цар Пілоса і Мессенії.

## Життєпис
за різними міфами царя Періклемена або Бора і Лісидіки. Відповідно останній за різними міфами батько або син Пентіла. Його дружиною була Анхіроя.
За Павсанієм панував разом зі своїми стриєчними братами Антілохом і Пісістратом, синами Нестора.